# Sd Kfz 231
Sd Kfz 231 (8-Rad) はドイツの偵察用8輪重装甲車である。1936年～1943年9月までに中距離無線機搭載型のSd Kfz 232 (8-Rad)を含めた607輌が生産された。ドイツ語ではSchwerer Panzerspähwagen Sd.Kfz.231(8-Rad) と表記される。本車の採用以前に、同じ制式番号を持つ暫定的な6輪重装甲車シリーズもあったが、こちらはSd Kfz 231 (6-Rad)と呼ばれる。

## 概要
1934年の重装甲偵察車開発計画により誕生した車輌で、シャーシはビュッシング-NAG社、車体はドイッチュ・ヴェルケ社により開発・生産され、シッヒャウ社により最終組み立てが行われた。当初Sd Kfz 233と呼ばれたが、1939年10月に231と改称され、6輪重装甲車と置き換わった。Sd Kfz 233の番号は、後に24口径7.5cm砲を搭載する火力支援用重装甲車に与えられた。
採用されたものの、車台に民生用トラックのものを流用したため走行性能には難があった。
これを改めるべく同年からビュッシングNAG社で開発が始められ、8輪全てが駆動と操向を行う高度なSG型車台が採用された。
砲塔バスケット付きの密閉式小型砲塔に2cm KwK30（後にKwK38）機関砲と7.92mm MG34機関銃各一門を搭載した装甲車が35年に完成。翌年より生産が開始された。
また主任務が、隠蔽された敵を自分から攻撃し、そして敵に反撃させることでその位置や戦力を暴露させるという危険性の高い威力偵察任務であるため、向きを変えずに急速後退できるように、後部にも運転席が設置されていた。
乗員は指揮官、砲手、ドライバー、後部ドライバーの4人から構成されていた。 8輪全てが独立懸架で駆動、ステアリングを切れるという構造のため、それ以前のトラック車台を流用した装甲車とは比較にならないほど不整地走破能力が向上している。もっとも、これは戦闘力の割りに複雑高価だった感は否めず、量産や整備の妨げとなった（戦後も同様に、西ドイツ陸軍が主力戦車レオパルト1より高価な8輪装甲車ルクスを採用している。なお、ルクスもまた8輪操舵･駆動式で後部運転席まで装備している。）。
本車は1939年のポーランド侵攻から、機械化捜索大隊で用いられたが数が不足気味であるため、Sd Kfz 222などの4輪装甲車がこれを補完していた。また大型のわりに装甲が薄いのが問題となり、車体前方下部に8mm厚の増加装甲が追加された。また1942年5月から生産された後期型では、最大装甲厚が14.5mmから30mmに、エンジンも180hpに強化されている。本車の系列は後継のSd Kfz 234系に置き換えられることとなったが、生き残った車輌はそのまま使用が続けられている。
無線機増設型Sd.kfz232も合わせ、敗戦までに607輌が生産された。